# Габријел Ноде
Габријел Ноде (2. фебруар 1600 - 10. јул 1653) био је француски библиотекар и научник. Био је плодан писац који је стварао дела о многим темама, укључујући политику, религију, историју и натприродне појаве. Утицајно дело на библиотекарство била је књига из 1627. године „Савети о оснивању библиотеке“. Ноде је касније успео да спроведе у дело све идеје које је изнео у Саветима, када је добио прилику да изгради и одржава Мазаренову библиотеку, библиотеку кардинала Жила Мазарена.
Ноде је претеча Пјера Бела и Фонтенела.

## Биографија
Ноде је рођен у Паризу почетком 1600. године у породици скромног материјалног стања. Отац му је био нижи чиновник, а мајка неписмена жена. Учитељи су га описали као жилавог и страственог према свом образовању. Ноде је на колеџу студирао филозофију и граматику. Касније је студирао медицину у Паризу и Падови (где је похађао часове Ћезара Кремонинија) и постао лекар Луја XIII.
У двадесетој години, Ноде је објавио своју прву књигу Le Marfore ou Discours Contre les Lisbelles. која је привукла пажњу Анрија д`Мема, председника (рrésident à mortier) париског парламента. Мем је понудио Нодеу посао библиотекара у својој личној колекцији. Мем је имао велику библиотеку у том периоду (око 8000 свезака) која је била отворена за научнике који су имали одговарајуће референце. Нодеова служба у Мемовој библиотеци пружила му је искуство које ће касније користити за писање књиге Савети о оснивању библиотеке. Ноде је написао Савете за Мемеа као водич за формирање и одржавање његове библиотеке. 1629. постао је библиотекар кардинала Гуидија ди Бања у Риму, а после Бањијеве смрти, 1641. библиотекар кардинала Франческа Барберинија.
По жељи кардинала Ришељеа започео је полемику са бенедиктинцима, негирајући ауторство Жана Жерсона за De Imitatione Christi. Ришеље је намеравао да Нодеа учини својим библиотекаром, али због његове смрти Ноде је прихватио сличну понуду кардинала Мазарена. Следећих десет година посветио се сакупљању књига из свих делова Европе и формирању Мазаренове библиотеке. Мазарен је са собом у Париз донео колекцију која броји преко 5.000 томова. Као и Ноде, веровао је у отворену библиотеку коју ће јавност користити за опште добро. 1642. купио је зграду за смештај своје библиотеке и наложио Нодеу да сачини најбољу могућу колекцију.
Најбржи начин био је узимати читаве библиотеке у колекцију, савет које је Ноде укључио у своју књигу. Ноде је пљачкао продавце половних књига, а Мазарен је наложио својим амбасадорима, владиним званичницима и генералима да сакупљају књиге за њега. Ноде је могао да путује Европом и током једног вишемесечног путовања прикупио је преко 14.000 томова. До 1648. године библиотека је поседовала око 40.000 свезака. Била је редовно отворена и сакупила је знатан број (готово 100) редовних покровитеља и неколико чланова особља како би одржала правилно функционисање. Постала је прва у Француској која је отворена за све, без референци.
Мазаренову библиотеку продао је париски парламент током устанка Фронда, а краљица Кристина позвала је Нодеа у Стокхолм. У Шведској није био задовољан и вратио се на Мазаренов позив да поново формира његову расуту библиотеку. Али његово здравље било је нарушено, и умро је на путу, у Абевилу 10. јула 1653. године.
Пријатељ либералних мислилаца свог доба, Ноде није био пуки књишки црв; његове књиге показују трагове критичког духа због чега је постао достојан колега хумориста и научника који су припремили пут за познатије писце доба Луја XIV.

## Каријера библиотекара
Ноде се у својој библиотечкој каријери „противио цензури и подстицао власнике библиотека да дозволе другима да користе њихове књиге, пракса коју је сматрао великом почашћу за власника - част једнака прилици да изгради фину библиотеку." Ноде је сматрао да је добро сакупљати оригиналне формате књига и сачувати нетакнуте прикупљене томове. Био је упоран у сакупљању на свим језицима, у свим религијама, темама и литератури.
Током каријере у библиотекарству, Ноде је помогао колекционарима и библиотекама да дају упутства о избору и стицању њихових наслова и како да креирају каталоге за своје библиотеке. Био је главни заговорник претраживања половних књижара и штампарија за вредна и тешко доступна књижевна дела. „Када је Ноде био у граду, продавнице књижара изгледале су опустошене као у олуји. Откупивши у последњој од њих све књиге, било у рукопису или у штампи, бавећи се било којим језиком, било којим предметом или одељењем учења, без обзира на све, оставио је продавнице огољене и празне.“
Ноде је такође имао занимљиве идеје о локалитету где би требало да се налази библиотека. „Иако се налази у центру заједнице у којој служи, библиотека би требало да буде на удаљености од најбучнијих улица. Требало би, ако је могуће, да се налази између пространог дворишта и пријатне баште, из које може уживати у доброј светлости, широкој и угодној перспективи, и у чистом ваздуху, незагађеном мочварама или ђубриштима; читав аранжман тако добро испланиран и сређен тако да не дели ништа непријатно или очигледно незгодно“.
Вероватно најпознатија библиотека коју је Ноде помогао у обликовању и у којој је служио као библиотекар била је Мазаренова библиотека у Паризу, библиотека кардинала Жила Мазарена. Ноде је провео десет година свог живота побољшавајући и обликујући ову  библиотеку. Постала је прва јавна библиотека у Француској због Нодеовог инсистирања и била је отворена за јавност већ 1644.

## Уметнички прикази
Ноде је тема романа Питера Брискоа, The Best Read Man in France.

## Радови
Укључујући дела која је он уредио, списак од деведесет два дела дат је у Нодеани. Главна су:
- Le Marfore, ou discours contre les libelles (Париз, 1620), врло ретка, прештампана 1868;
- Instruction à la France sur la vérité de l'histoire des Frères de la Roze-Croix (1623, 1624);
- Apologie pour tous les grands personages faussement soupçonnez de magie (1625, 1653, 1669, 1712), Питагора, Сократ, Тома Аквински, Џером Кардан и Соломон су међу одбрањенима;
- Advis pour dresser une bibliothèque (1627, 1644, 1676; превод Џон Евелин, 1661), рад пун либералних ставова о библиотекарству и сматра се темељем библиотечке науке;
- Addition à l'histoire de Louis XI (1630), ово укључује и извештај о пореклу штампе;
- Bibliographia politica (Венеција, 1633, итд.; на француском, 1642);
- De studio liberali syntagma (1632, 1654), практична расправа која се налази у већини збирки упутстава за студије;
- De studio militari syntagma (1637), цењена у своје време;
- Considérations politiques sur les coups d'état. Ученик Макијавелија, сматрао је да се политика мора учинити „независном од морала, сувереном у односу на религију“.[11]

Луј Јакоб је довршио и објавио Bibliotheca Pontificia.

## Савети о оснивању библиотеке
Савети су написани као скуп упутстава за приватног колекционара и засновани на Нодеовом сопственом искуству и истраживању. У уводу своје књиге Ноде је написао да није стручњак на пољу библиотекарства, али је представио оно што је сматрао најважнијим идејама. Нека од мишљења у Саветима засновао је на сопственом искуству у Мемовој библиотеци и описао је Мему прихваћене праксе и принципе тадашњих библиотекара. Поглавља су покривала теме као што су број књига, одабир књига, набавка књига итд.
Нодеово прво поглавље поставља питање: "Зашто основати библиотеку?" На питање одговара једноставном поруком; нема веће части од изградње велике библиотеке и дељења са јавношћу. Ноде верује да би библиотеке требале да се угледају на најбоље библиотеке света. Први задатак је стварање плана. Пре него што човек може да подигне библиотеку, мора се едуковати на тему сакупљања и организовања књига. Особа такође мора тражити смернице оних који су већ изградили сопствене библиотеке или су у процесу. Предлаже проучавање и копирање каталога других библиотека.
Ноде читаво поглавље посвећује избору књига. Први аутори које треба купити су они који се сматрају стручњацима у својој области. Без обзира да ли се ради о древним или модерним делима, ако књигу високо цене стручњаци из одређене области, она би требало да буде присутна у било којој колекцији. Поред тога, било која добро позната тумачења или коментари су неопходни. Ноде је предложио куповину књига на оригиналним језицима, јер се значење често може изгубити у преводу. Оштро је против цензуре било које врсте. Ноде верује да свака књига има читаоца без обзира на тему; а те информације треба да буду бесплатне и доступне. Читаоци би увек могли наћи користи од књиге, чак и ако жели да оповргну идеје изнете на њеним страницама. Неке књиге су понекад популарне, али касније заборављене; тврдио је да би за библиотеку било корисно да постоји више примерака ових књига који би удовољили популарним укусима времена.
У свом поглављу о набавци књига, Ноде је дао савете. Најлакши начин је купити другу библиотеку у целости. Ноде је потом похвалио продавце половних књига који су често пружали добре књиге по јефтиним ценама. Сам Ноде је претраживао књиговезнице и штампарије половног папира, а једном је открио и ретки рукопис који је књиговезац користио као отпадни папир.
Ноде је у Савете уврстио поглавље за уређење књига. Разговарајући о уређивању, цитирао је Цицерона, "Ред је тај који даје светлост сећању." Давао је упутства која је сматрао логичним. Главне категорије су биле: теологија, филозофија, правна наука, медицина, историја, математика и хуманистичке науке. Ноде ће додати још један предмет у каснијим годинама, али ове категорије су најбоље представљале познато знање у свету. Сваки одељак треба поделити на поднаслове и започињати главним ауторима, а затим коментарима.